# Cobaea skutchii
Cobaea skutchii är en blågullsväxtart som beskrevs av Ivan Murray Johnston. Cobaea skutchii ingår i släktet Cobaea, och familjen blågullsväxter. Inga underarter finns listade i Catalogue of Life.